# Corinne Erhel

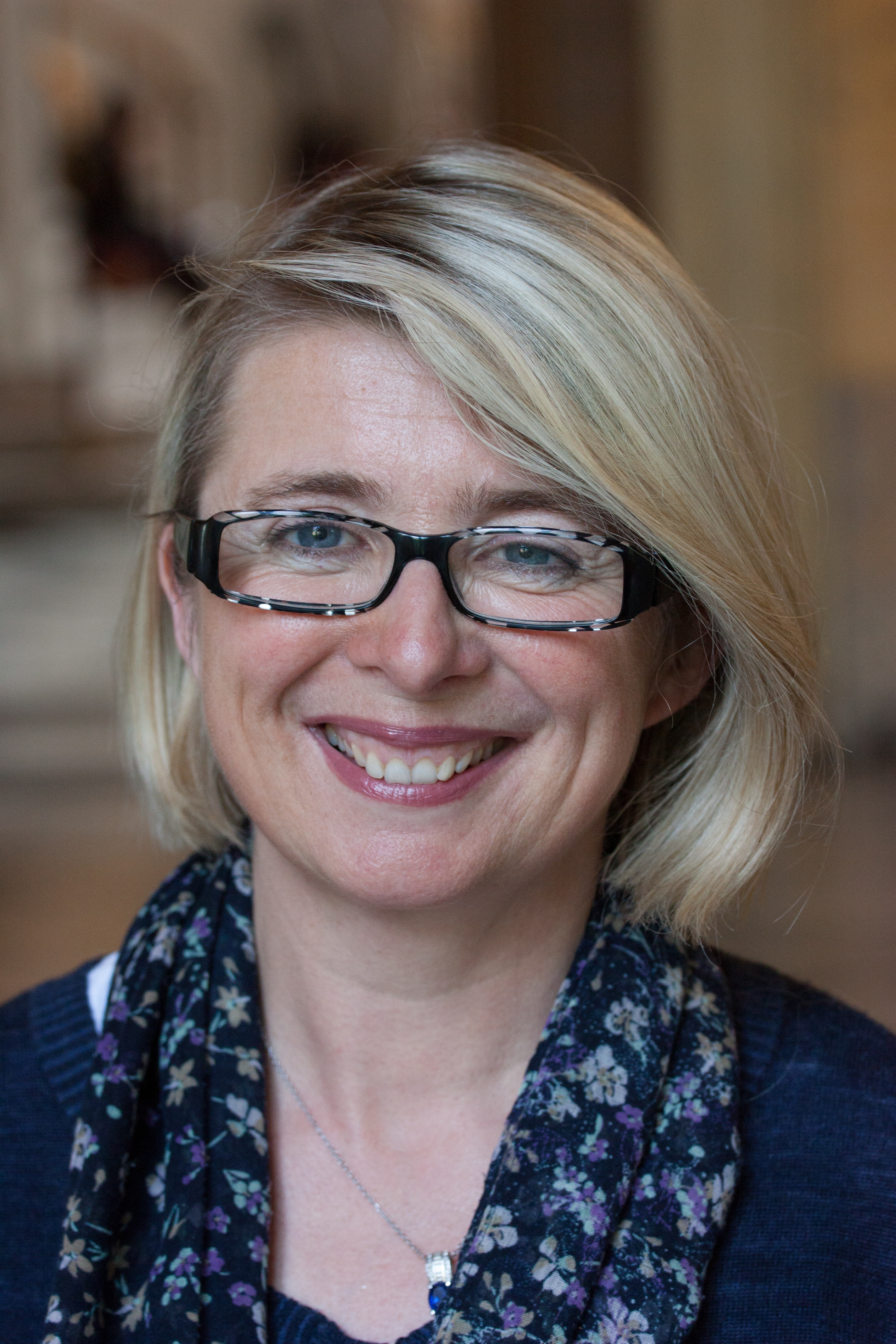
Corinne Erhel (2012)

Corinne Erhel (* 3. Februar 1967 in Quimper, Bretagne; † 5. Mai 2017 in Saint-Brieuc, Bretagne) war eine französische Politikerin. Sie war seit 2007 Abgeordnete der Nationalversammlung.

## Leben
Corinne Erhel schloss ein Studium am Institut des hautes études de droit rural et d’économie agricole ab. 1997 wurde sie parlamentarische Assistentin des Abgeordneten Alain Gouriou, was sie bis zum Ende seines Mandats im Jahr 2007 blieb. 2004 zog sie für die Parti socialiste in den Regionalrat der Bretagne ein. Bei den Parlamentswahlen 2007 trat sie im fünften Wahlkreis des Départements Côtes-d’Armor an und ersetzte nach ihrer Wahl Gouriou, für den sie bislang gearbeitet hatte, als Abgeordneten. 2012 wurde sie wiedergewählt.
Bei einer Wahlkampfveranstaltung der En-Marche-Bewegung am 5. Mai 2017 erlitt Erhel während ihres Auftritts einen Herzanfall und brach zusammen. Kurze Zeit später wurde sie im Krankenhaus von Saint-Brieuc für tot erklärt.